# Stephen Warshall
Stephen Warshall (15 novembre 1935 - 11 décembre 2006) était un informaticien américain. Au cours de sa carrière, Warshall a mené des activités de recherche et développement sur les systèmes d'exploitation, la conception de compilateurs , la conception de langage et la recherche opérationnelle. Warshall est décédé le 11 décembre 2006 de suite d'un cancer à son domicile de Gloucester, Massachusetts . Il laisse derrière lui son épouse, Sarah Dunlap, et deux enfants, Andrew D. Warshall et Sophia V.Z. Warshall.

## Jeunesse
Warshall est né à New York et passe par une école publique à Brooklyn . Il a été diplômé du lycée A.B. Davis à Mount Vernon et a fréquenté l'Université Harvard, où il a obtenu un baccalauréat en mathématiques en 1956. Il n'a jamais obtenu de diplôme d'études supérieures car à cette époque aucun diplôme n'était disponible dans ses domaines d'intérêt. Cependant, il a suivi des cours de deuxième cycle dans plusieurs universités différentes et a contribué au développement de l' informatique et du génie logiciel. Au cours de l'année universitaire 1971-1972, il a enseigné le génie logiciel dans les universités françaises.

## Carrière
Après avoir été diplômé de Harvard, Warshall a travaillé à ORO (Operation Research Office), un programme mis en place par l'université Johns Hopkins pour faire de la recherche et du développement pour l'armée américaine. En 1958, il quitte ORO pour occuper un poste dans une société appelée Technical Operations, où il participe à la mise en place d'un laboratoire de recherche et de développement pour des projets de logiciels militaires. En 1961, il quitte les opérations techniques pour participer à la fondation de Computer Associates. Plus tard, cette société est devenue membre d'Applied Data Research (ADR). Après la fusion, Warshall a siégé au conseil d'administration d'ADR et a géré différents projets. Il a pris sa retraite de l'ADR en 1982 et a enseigné une classe hebdomadaire d'hébreu biblique au Temple Ahavat Achim à Gloucester, Massachusetts.

## L'algorithme de Warshall
Il y a une anecdote intéressante à propos de sa preuve que l'algorithme de fermeture transitive, maintenant connu sous le nom d' algorithme de Warshall, est correct. Lui et un collègue des opérations techniques ont parié une bouteille de rhum sur qui en premier pourrait déterminer si cet algorithme fonctionne toujours. Warshall est venu avec sa preuve du jour au lendemain, remportant le pari et le rhum, qu'il a partagé avec le perdant du pari. Parce que Warshall n'aimait pas s'asseoir à un bureau, il a fait une grande partie de son travail créatif dans des endroits non conventionnels tels que sur un voilier dans l'océan Indien ou dans un verger de citrons en Grèce.

## Lectures complémentaires
- Stephen Warshall. Un théorème sur les matrices booléennes. Journal of the ACM , 9 (1): 11-12, janvier 1962.
- Thomas E. Cheatham, Jr., Stephen Warshall: Traduction de demandes d'extraction rédigées dans une langue "semi-formelle" de type anglais. Commun. ACM 5 (1): 34 à 39 (1962)

## Voir également
- Algorithme de Warshall